# Cap Touriñán
El cap Touriñán és el punt més occidental de l'Espanya continental, situat més a l'oest que el cap Fisterra. Aquest sortint de costa de més de 2 km va ser degudament senyalitzat l'any 1898 amb la construcció d'un far per guiar les embarcacions durant la seva travessia per aquestes perilloses aigües. Tot i això, molts vaixells hi han quedat sepultats al llarg dels anys.
L'encant de Touriñán no és només el seu senzill far, sinó la soledat que dona contemplar el mar des d'aquest punt. Els seus penya-segats donen una imatge de vertigen. A la dreta, queden les poblacions de Camariñas i Muxía i a l'esquerra es troben les platges de Rostro i Mar de Fora.

## Galeria d'imatges

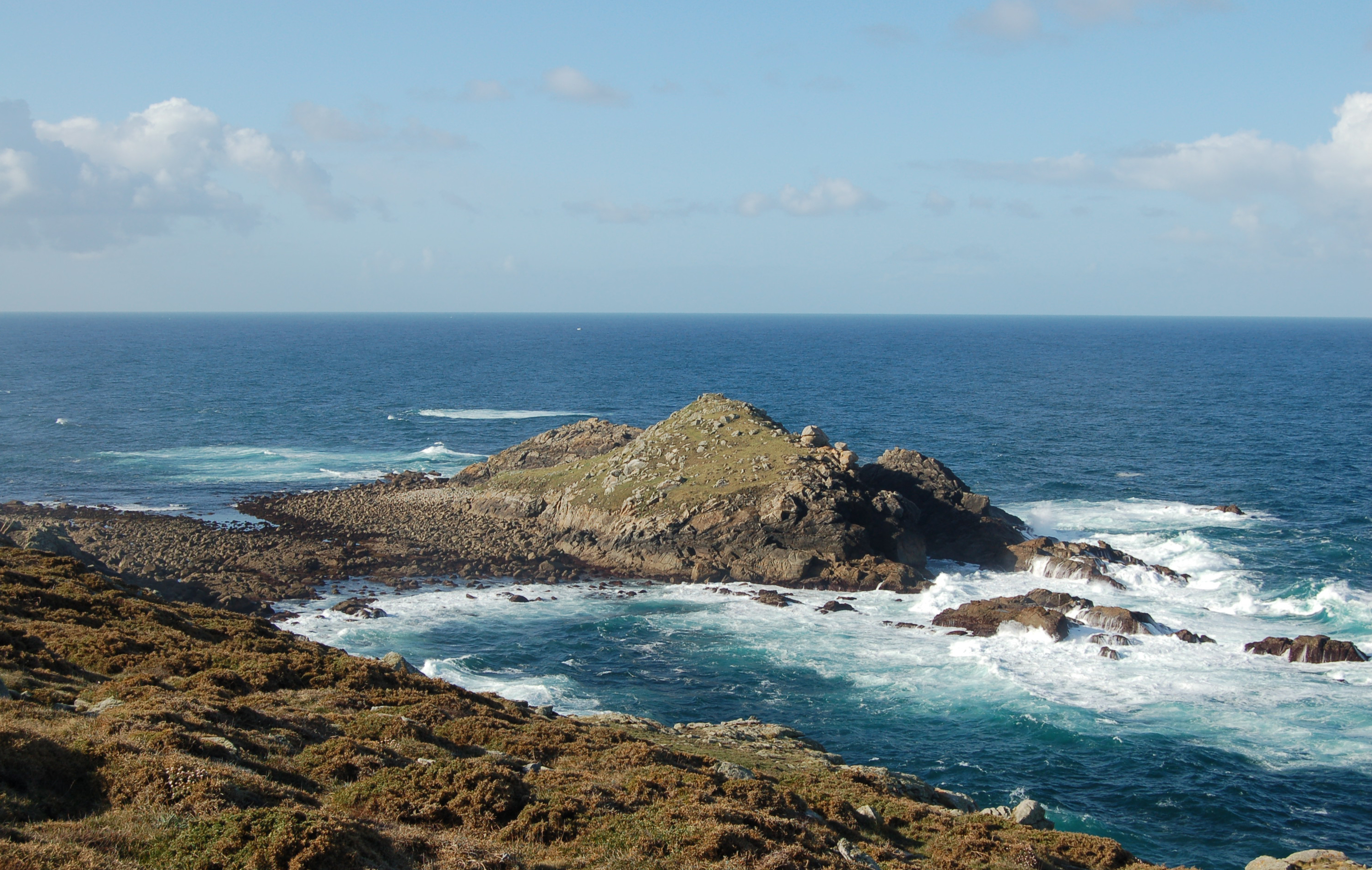
Illa do Castelo
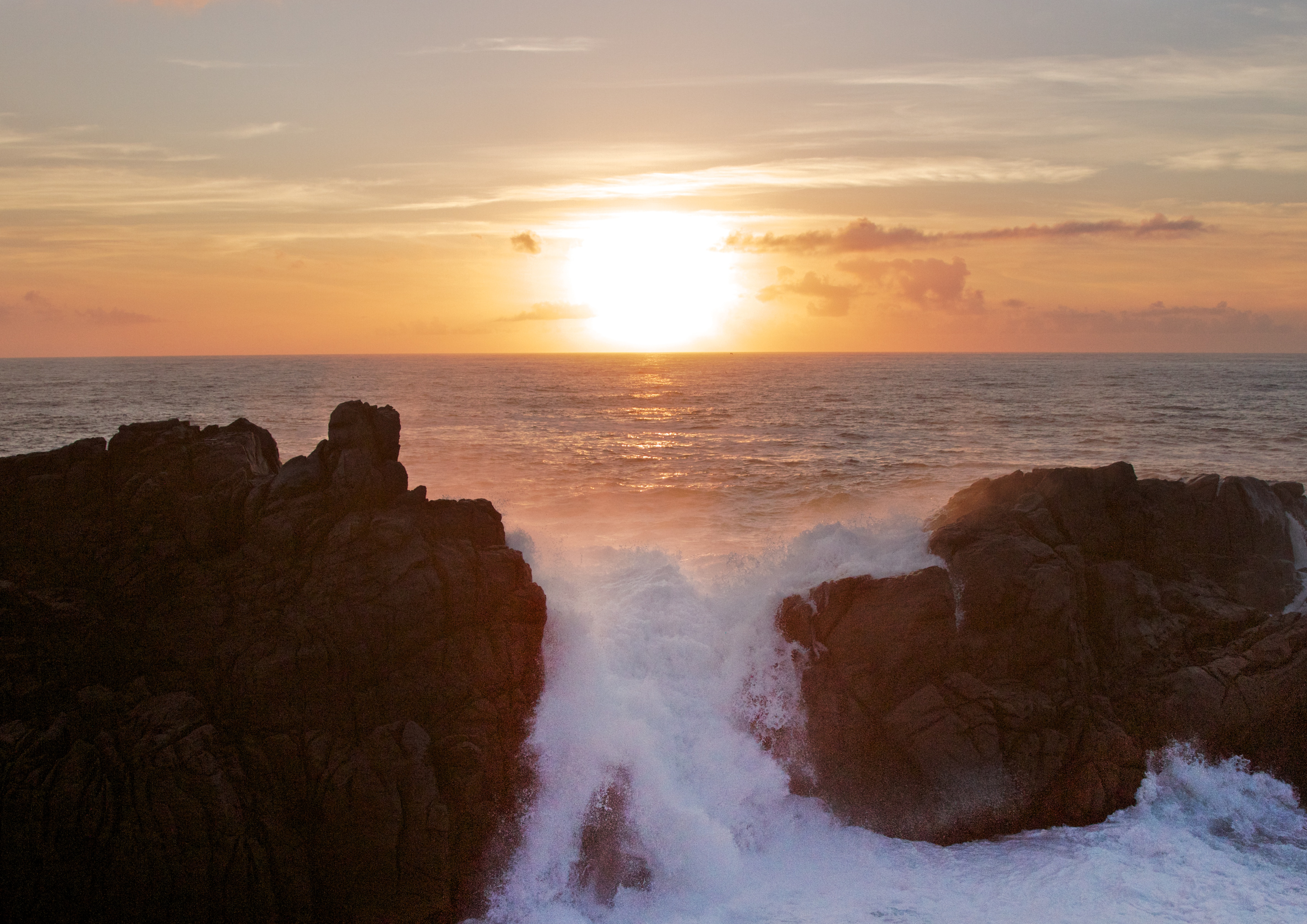
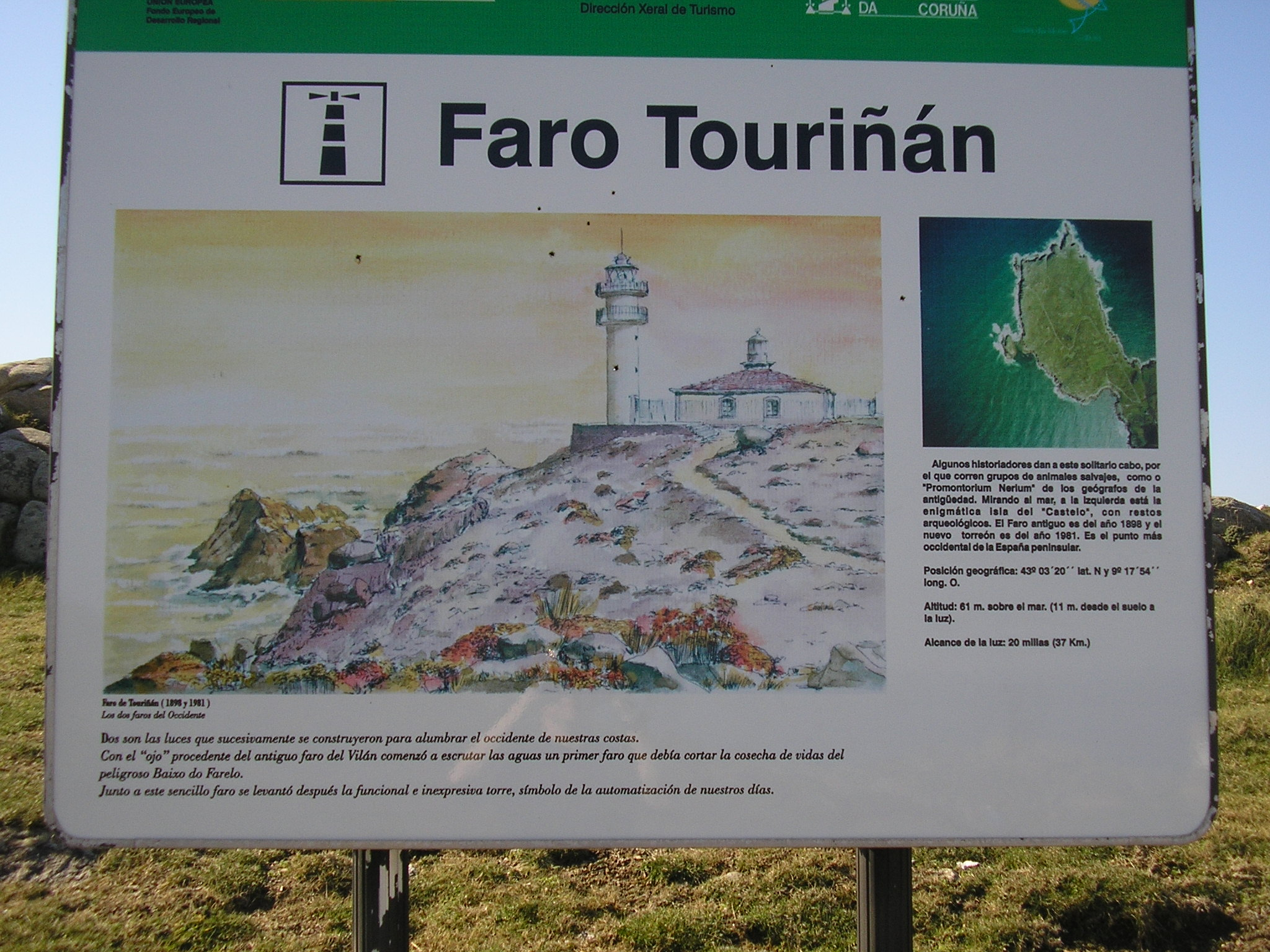